# Yvonne Adair
Yvonne Adair est une actrice, comédienne et chanteuse américaine née en 1922 et morte en 2001. 
De 1949 à 1951 elle interprète Dorothy Shaw dans la comédie musicale de Broadway Les hommes préfèrent les blondes. Elle joue également à la même période dans une autre comédie musicale, Lend an Ear.